# Philip Van Doren Stern
Philip Van Doren Stern (Wyalusing, Pennsylvanie 10 septembre 1900 – Sarasota, Floride, 31 juillet (ou 1er août) 1984) est un écrivain américain historien de la guerre civile. Il a aussi écrit une nouvelle ayant pour nom The Greatest Gift (en), publiée en 1943 et qui a inspiré le film de Frank Capra La vie est belle (1946). 

## Biographie
Stern est né à Wyalusing en Pennsylvanie dans une famille pauvre. Son père né en Pennsylvanie était négociant et d'origine bavaroise. Il a grandi à Brooklyn et dans le 
New Jersey. Il est diplômé de l'université de Rutgers en 1924, avant de devenir l'auteur d'une quarantaine de livres : il fut rédacteur, auteur de fiction, biographe, compilateur et historien. Il est en effet l'un des auteurs les plus réputés concernant la Guerre de Sécession, connaissant la politique, la sociologie et la tactique militaire de cette période troublée.
Après avoir refusé un poste dans l'enseignement, il travaille d'abord pour la publicité radiophonique, puis successivement pour les éditeurs, Alfred A. Knopf, ou Simon et Schuster. C'est seulement à cette époque qu'il commence à écrire et donner des conférences. Il est éditeur chez Pocket Books jusqu'en 1954.
Ses œuvres les plus remarquables sont les livres sur Robert Lee (Robert E. Lee: The Man and the Soldier) et la compilation des écrits d'Abraham Lincoln (The Life and Writings of Abraham Lincoln).
Pendant la Seconde Guerre mondiale à partir de 1943, il fut le directeur général des éditions pour les forces armées (Armed Services Editions). L'organisation à but non lucratif distribuait des livres aux soldats : il fut créé 1 324 titres…
En plus du travail d'historien de la guerre civile, Stern a écrit des romans basés sur l'époque dont The Drums of Morning [Les tambours du matin] sur le thème de l'abolition de l'esclavage. Ce livre est souvent cité, pour être bien meilleur, en comparaison d’Autant en emporte le vent, car il repose sur une vraie connaissance de la Guerre de Sécession. Le livre a reçu le New York Times bestseller (1942).
Le plus grand cadeau
Son œuvre la plus connue est une petite nouvelle. Inspiré par un rêve, Stern publia le texte appelé « The Greatest Gift » [Le plus grand cadeau]. Il y travaillait depuis février 1938, mais incapable de trouver un éditeur, il a décidé d'envoyer deux cents exemplaires destinés à ses amis comme cartes de Noël en décembre 1943. La brochure fut remarquée par un producteur de la RKO, David Hempstead. Lequel l'a montré à l'acteur Cary Grant, qui devait tenir le rôle principal. En avril 1944, la RKO achète les droits pour le cinéma pour la somme de 10 000 dollars. Après plusieurs tentatives d'adaptation par Dalton Trumbo, Clifford Odets et Marc Connelly, la RKO restant insatisfaite, cède en 1945, pour le même prix, les droits à Frank Capra pour sa nouvelle société Liberty Films, lequel devait en tirer La vie est belle, grâce à l'adaptation réalisée avec Frances Goodrich, Albert Hackett et Jo Swerling.
L'argument expose la rencontre d'un mystérieux étranger qui apparaît à un homme suicidaire, prêt à se jeter d'un pont, le soir du réveillon de Noël. 
La nouvelle a été éditée pour la première fois en décembre 1944, avec des illustrations de Rafaello Busoni ; ainsi que pour le Reader's Scope magazine dans son numéro de janvier 1945, sous le titre L'homme qui n'était jamais né.
Il meurt à Sarasota en Floride, âgé de 83 ans.
Une partie du fonds d'archives laissé par van Doren Stern se trouve à la Virginia University Library, à la Concord Free Public Library, etc.

## Œuvres
- The Man Who Killed Lincoln - The Story of John Wilkes Booth and His Part in the Assassination - Random House "The Literary Guild of America", New York 1939
- Civil War Christmas Album Éd. Hawthorn, 1951
- Tin Lizzie: The Story of the Fabulous Model T Ford - Éd. Simon and Shuster, New York 1955
- An End to Valor: The Last Days of the Civil War - Éd. Houghton Mifflin, Boston 1958
- They Were There: The Civil war in Action as Seen by Its Combat Artists - Éd. Crown, 1959
- Soldier Life in the Union & Confederate Armies - Éd. Indiana University Press, 1961
- The Last Days of the Civil War
- Secret Missions of the Civil War - Rand McNally, Chicago 1959, 320 p.  (ISBN 0517000024)
- The Confederate Navy: A Pictorial History - Doubleday, New York 1962, 252 p.
- Robert E. Lee: The Man and the Soldier (a Pictorial Biography) - Éd. Bonanza, New York 1963, 256 p. (350 ill.)  (ISBN 0517030004)
- Beyond Paris: a touring guide to the French provinces - Éd. Norton, 1967
- Prehistoric Europe, from Stone Age Man to the Early Greeks - W. W. Norton & Company, 1969
- P B of America - Éd. Simon & Schuster 1971, 474 p.  (ISBN 0671471899)

Biographe
- Henry David Thoreau: Writer and Rebel - Éd. Crowell, New York 1972, 192 p.
- Edgar Allan Poe: Visitor From the Night of Time - Éd. Crowell, New York 1973, 176 p.

Éditeur
Stern est aussi l'éditeur de La Case de l'oncle Tom, d'œuvres d'Edgar Poe, Thoreau, d'anthologies de science-fiction, etc.
- The Life and Writings of Abraham Lincoln - Éd. Random House, New York 1940 / Modern Library Classics 1990, 863 p.  (ISBN 0679603298)
- Harriet Beecher Stowe: The Annotated Uncle Tom's Cabin - Éd. Erickson, 1963
- Selected Writings of Thomas De Quincey - Random House, 1957
- Thoreau: The Annotated Walden / Civil Disobedience - Éd. Clarkson N. Potter, 1970
- Soldier Life in the Union and Confederate Armies (fac-similé de l'édition 1868) - Gramercy 2001, 400 p.  (ISBN 0517163950)
- Ulysses S. Grant: Personal Memoirs, A Modern Abridgment (Reprint de l'édition de 1885-86) - Éd. Fawcett Publications, Inc, 1962, 464 p. / Smith Peter 1986
- Tales of Horror and the Supernatural
- Strange Beasts & Unnatural Monsters - Éd. Fawcett Crest, 1968
- The Midnight Reader - Éd. Holt, 1942 / Bodley Head, Londres 1948
- The Pocket Book of American Short Stories - Éd. Pocket Books, New York 1954
- George Randolph: Beyond Yoga - Éd. Lancer Books, 1972

Nouvelliste
- The Greatest Gift - Éd. David McKay, Philadelphie 1944
- The Appointed Hour - Éd. Van Vechten Press, in Chimera: A Literary Quarterly, Printemps 1945 (vol. III, no 3)
- The Drums of Morning - Éd. Doubleday Doran, 1942 / World Publishing, New York 1948